# Korofina
Korofina est un quartier de Bamako au Mali. Il est composé de deux quartiers administratifs du 1er arrondissement de Bamako : Korofina Nord et Korofina Sud.

## Géographie
Le quartier est situé au nord-est de la ville.

## Histoire
Avant la réforme administrative de 2023, le quartier est rattaché à la Commune 1 du district de Bamako, supprimée en 2023.

## Population
En 2009, lors du 4e recensement, Korofina Nord comptait 10 188 habitants et Korofina Sud, 8 597.

Dans les rues de Korofina (2019).
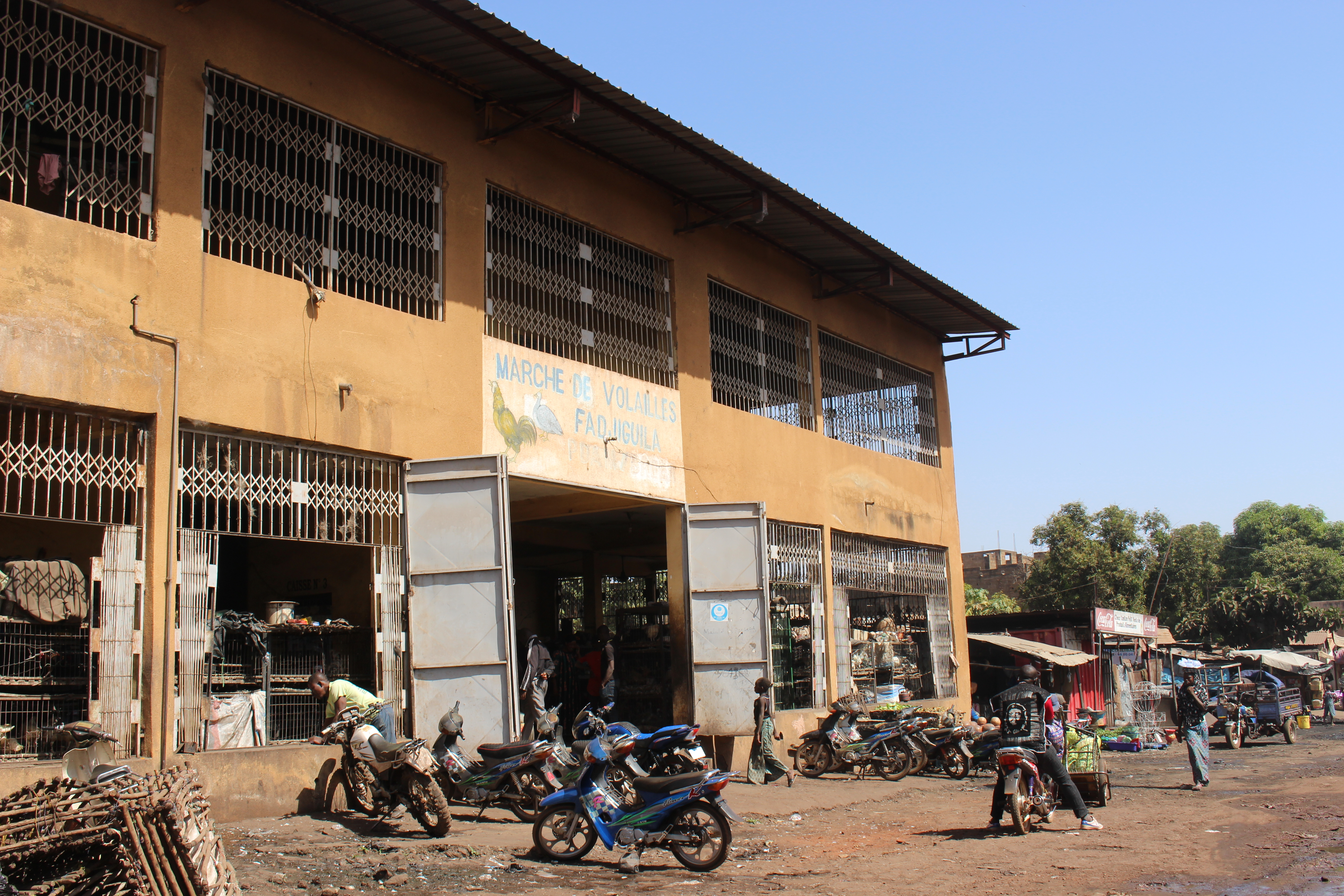
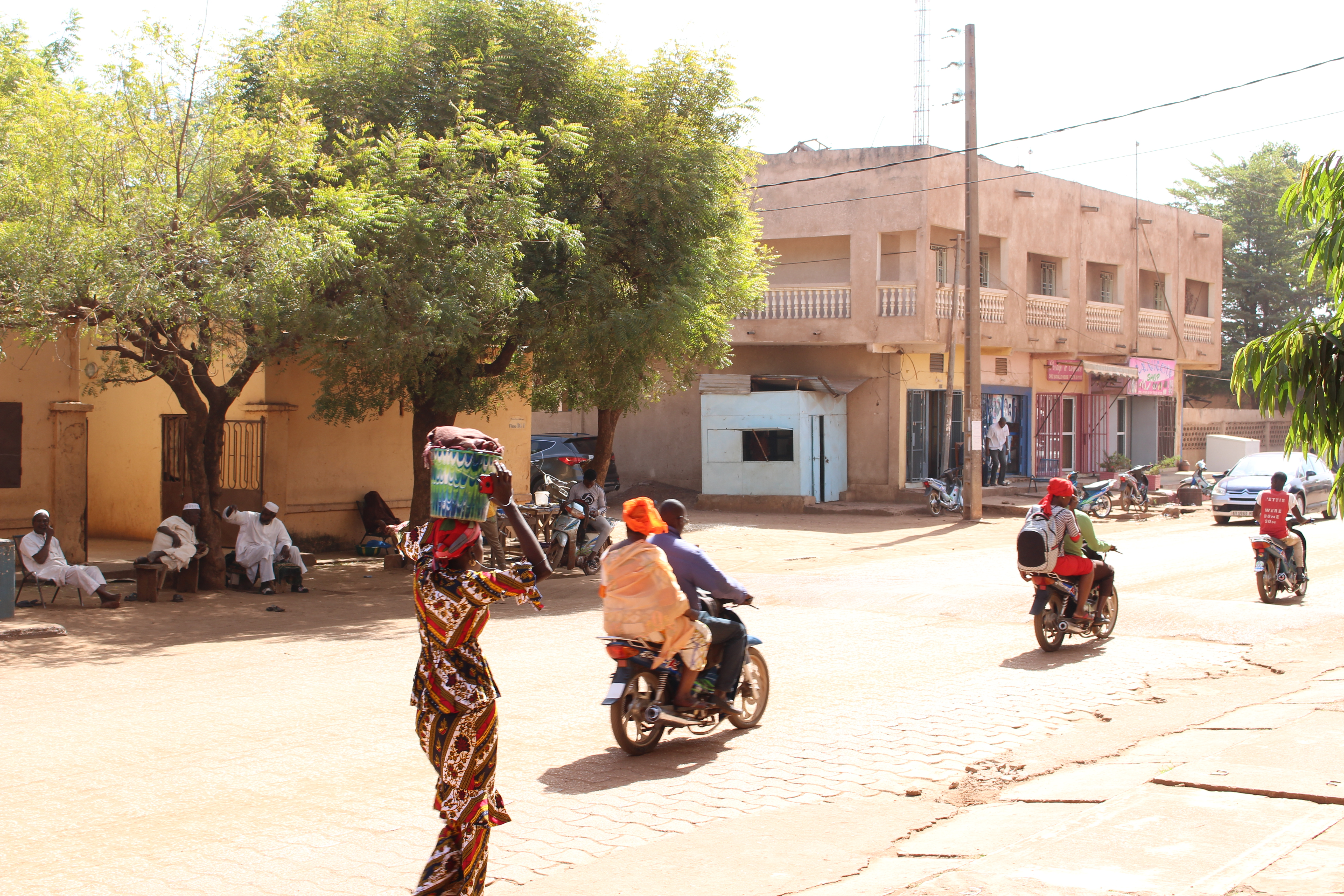
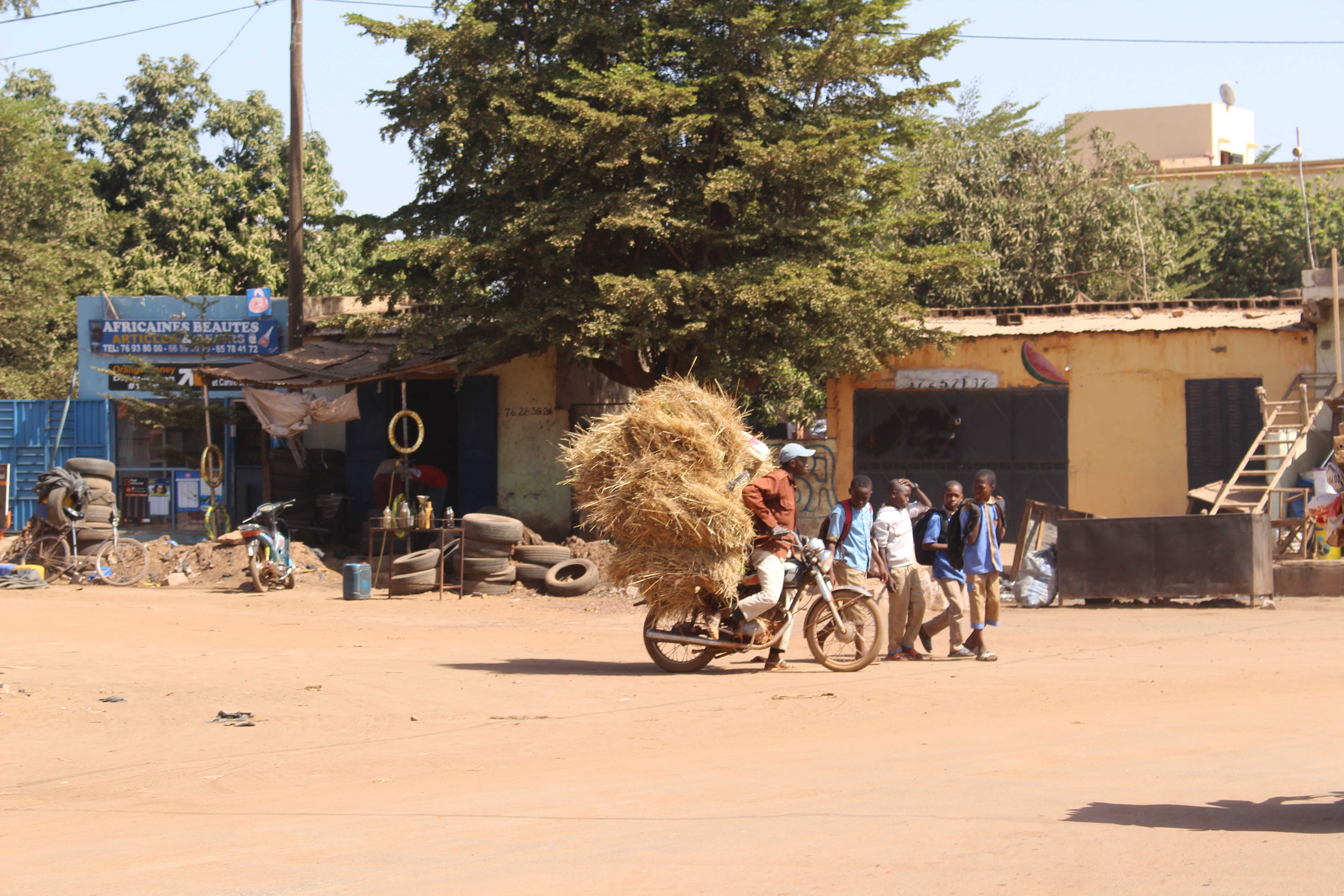
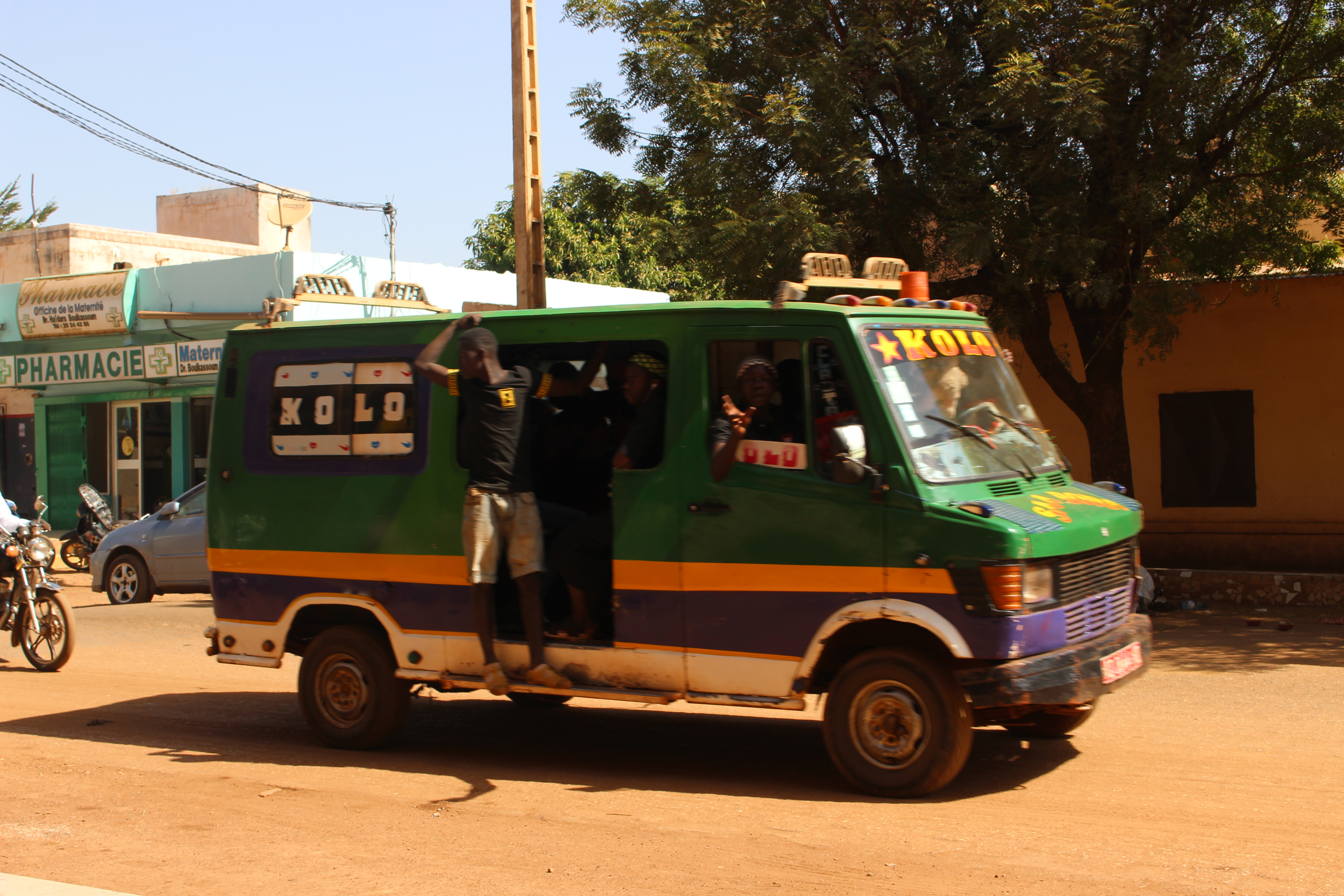